# Gilles Emery
Gilles Emery OP (* 1962) ist ein römisch-katholischer Theologe.

## Leben
Von 1995 bis 1997 war er Privatdozent, von 1997 bis 2021 lehrte er als ordentlicher Professor für Dogmatik an der Universität Fribourg. Er ist wohnhaft im Kloster Saint-Hyacinthe in Freiburg im Üechtland. Seine Forschungsbereiche sind trinitäre Theologie, Theologie der Schöpfung und Theologie von Thomas von Aquin.

## Schriften (Auswahl)
- La Trinité créatrice, Trinité et création dans les commentaires aux Sentences de Thomas d’Aquin et de ses précurseurs Albert le Grand et Bonaventure. Vrin, Paris 1995.
- THOMAS D’AQUIN, Traités : Les raisons de la foi, Les articles de la foi et les sacrements de l’Église. Cerf, Paris 1999.
- Trinity in Aquinas. Sapientia Press, Ypsilanti 2003.
- La théologie trinitaire de saint Thomas d’Aquin, “Théologies”, Cerf, Paris 2004.
  - The Trinitarian Theology of Saint Thomas Aquinas, Oxford University Press, Oxford 2007.
  - La teología trinitaria de santo Tomás de Aquino. Secretariado trinitario, Salamanca 2008.
  - Teologia trynitarna świętego Tomasza z Akwinu. Fundacja Dominikańskie studium filozofii i teologii, Kraków 2014.
- Trinity, Church, and the Human Person, Thomistic Essays, “Faith and Reason: Studies in Catholic Theology and Philosophy”. Sapientia Press, Naples 2007.
- La Trinité, Introduction théologique à la doctrine catholique sur Dieu Trinité, “Initiations”, Cerf, Paris 2009.
  - The Trinity, An Introduction to Catholic Doctrine on the Triune God. The Catholic University of America Press, Washington D.C. 2011.
  - A Szentháromság, Teológiai bevezetés a katolikus szentháromságtanba. Kairosz, Budapest 2015.
- Présence de Dieu et union à Dieu, Création, inhabitation par grâce, incarnation et vision bienheureuse selon saint Thomas d’Aquin. Parole et Silence, Paris 2017.